# Hard Luck (Warm Guns-album)
Hard Luck er et opsamlingsalbum af den danske rockgruppe Warm Guns, der blev udgivet i 1990 af RCA / BMG Ariola Denmark. Det indeholder numre fra gruppens tre studiealbums, EPen 4 Heartbreakers Only og mini-livealbummet First Shot Live.

## Spor
Alle sange skrevet og komponeret af Lars Muhl, undtagen hvor noteret. 
| 1.    | "Can't Give or Take Anymore"        |                         | 4 Heartbreakers Only, 1982      | 3:26 |
| 2.    | "Wild Life"                         |                         | 4 Heartbreakers Only            | 2:19 |
| 3.    | "The Young Go First"                |                         | Instant Schlager, 1980          | 4:26 |
| 4.    | "Arrivederci"                       |                         | Italiano Moderno, 1981          | 2:46 |
| 5.    | "Luckie Walkie"                     |                         | Italiano Moderno                | 3:39 |
| 6.    | "Wonderkids"                        | Muhl, Robert Hauschildt | Italiano Moderno                | 3:31 |
| 7.    | "Bedtime Story"                     |                         | Follow Your Heart or Fall, 1983 | 2:58 |
| 8.    | "Love Waits for No One"             |                         | Follow Your Heart or Fall       | 3:38 |
| 9.    | "Every Teardrop Means a Lot"        |                         | Follow Your Heart or Fall       | 2:46 |
| 10.   | "Someone Who Cares"                 |                         | Follow Your Heart or Fall       | 3:51 |
| 11.   | "Golden Dreams"                     | Muhl, Lars Hybel        | Italiano Moderno                | 3:46 |
| 12.   | "Hard Luck"                         |                         | Italiano Moderno                | 3:13 |
| 13.   | "The Girl's Not Happy"              | Muhl, Hybel             | Follow Your Heart or Fall       | 3:36 |
| 14.   | "You Can't Make it Alone"           |                         | Follow Your Heart or Fall       | 3:45 |
| 15.   | "Let's Go"                          |                         | Follow Your Heart or Fall       | 3:10 |
| 16.   | "The Night They Invented Champagne" | Muhl, Hybel             | Follow Your Heart or Fall       | 3:41 |
| 17.   | "The Empty Bed"                     |                         | Follow Your Heart or Fall       | 3:11 |
| 18.   | "Under My Skin"                     |                         | Instant Schlager                | 3:17 |
| 19.   | "I'm Just Blue"                     |                         | Follow Your Heart or Fall       | 3:04 |
| 20.   | "Hip Shot" (Live)                   |                         | First Shot Live, 1979           | 2:36 |
| 21.   | "Break or Bend"                     |                         | Italiano Moderno                | 2:11 |
| 69:33 |                                     |                         |                                 |      |

## Medvirkende
Warm Guns
- Lars Muhl – vokal, keyboards
- Lars Hybel – guitar, bas, kor
- Jacob Perbøll – bas, guitar
- Jens G. Nielsen – trommer
- Per Møller – guitar, kor
- Frank Lorentzen – guitar, keyboards
- Kaj Weber – bas, kor
- Troels Møller – trommer, percussion, kor

Øvrige musikere
- Georg Olesen – bas
- Pete Repete – keyboards
- Jeff King – kor
- Leif Pedersen – Strygerarrangement